# Philip Maini

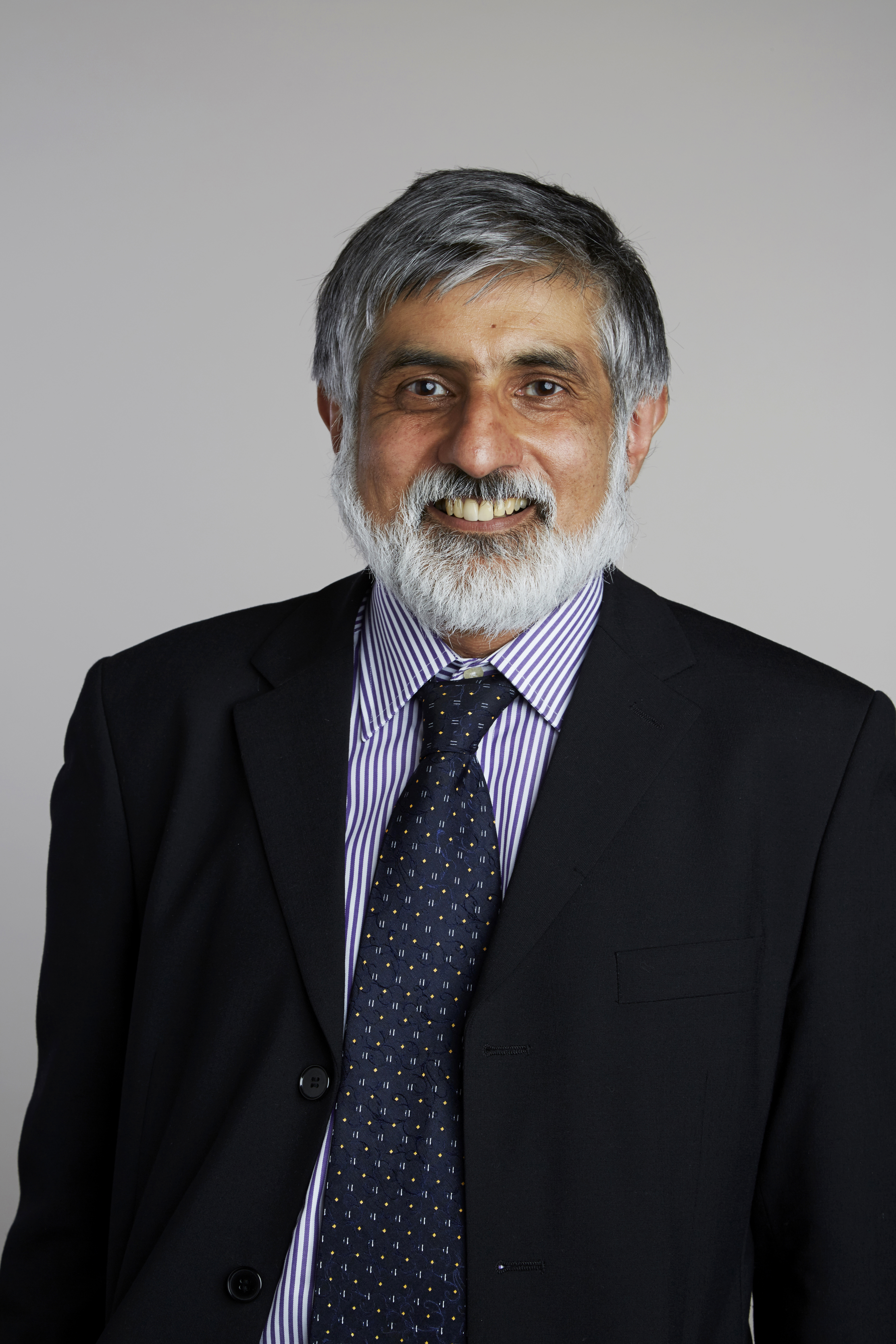

Philip Kumar Maini (* 16. Oktober 1959 in Magherafelt) ist ein britischer Mathematiker, der sich mit mathematischer Biologie befasst.

## Leben
Maini studierte ab 1979 Mathematik an der Universität Oxford mit dem Bachelorabschluss 1982, dem Masterabschluss 1986 und der Promotion 1985 bei James D. Murray. Ab 1984 war er College Lecturer am Corpus Christi College und 1987/88 am Balliol College in Oxford (dazwischen war er 1986 Assistant Master in Eton). 1987/88 war er Junior Research Fellow am Wolfson College in Oxford und 1987 Assistant Professor an der University of Utah. 1990 wurde er University Lecturer für mathematische Biologie in Oxford (und Tutor am Brasenose College) und 1998 Professor und Direktor des Zentrums für mathematische Biologie. 2005 wurde er Professoral Fellow des St John’s College in Oxford.
2006 bis 2009 war er auch Professor am Queensland Institute of Technology in Brisbane. Er war auch Gastwissenschaftler an der Universität Bonn, der University of Utah, der Humboldt-Universität in Berlin, dem Max-Planck-Institut für Mathematik in Leipzig, der Universität Paris-Süd, der Universität Tokio, der Nationalen Autonomen Universität in Mexiko-Stadt, der Universität Leiden, der Universität Florenz, an der Bulgarischen Akademie der Wissenschaften, in Recife, dem Kavli-Institut für Theoretische Physik in Santa Barbara und der University of Washington.

## Werk
Er befasste sich mit Modellbildungen zum Beispiel bei Krebsbiologie (zum Beispiel ein Multiskalen-Modell für Gefäßtumore), Chemotaxis von Bakterien, normaler und anormaler Wundheilung, Entwicklungsbiologie (Knochenbildung bei Wirbeltieren, Kalziumsignalsystem bei Embryogenese, Untersuchung von Modellen der Morphogenese mit mechanischen Effekten, Musterbildung), Musterbildung bei Schleimpilzen (Dictyostelium), kollektive Bewegung von Insekten, Dynamik von Regenwäldern, Immunologie und Epidemiologie. Dabei zeigte er unter anderem, dass Heterogenität in Tumor-Modellierungen große Auswirkungen auf deren zeitliche Entwicklung haben kann und verschiedene Zellzyklus-Regulationsmechanismen des Proteins p27 den Tumorzellen in sauerstoffarmer Umgebung Vorteile gegenüber normalen Zellen verschaffen (was die These untermauert, dass das unterschiedliche Verhalten von normalen und Tumor-Zellen bei Sauerstoffmangel auf dieses Protein zurückzuführen ist). In der Entwicklungsbiologie untersuchte er unter anderem an mathematischen Modellen wie verschiedene Knochen-Anomalitäten in der Embryoentwicklung der Maus entstehen können und bei Wundheilung, wie bestimmte Transforming growth factor-Beta die Narbenbildung reduzieren.
Die verwendeten Methoden reichen von Stabilitätstheorie und Bifurkationsanalyse von Differentialgleichungssystemen (gewöhnlichen und partiellen), Untersuchung von Asymptoten und auf mehreren Skalen in Zeit und Raum bis zu numerischer Simulation mit Agenten und Gittergasen.

## Ehrungen und Mitgliedschaften
2002 wurde er Fellow des Clare College auf Lebenszeit. 2001/02 war er Senior Research Fellow des Leverhulme Trust der Royal Society.
2009 erhielt er den Naylor-Preis und 2006 den Wolfson Preis der Royal Society. Er ist SIAM Fellow und Mitglied der Academia Mexicana. 2015 wurde er in die Royal Society gewählt.
2024 wurde er mit der Sylvester-Medaille der Royal Society ausgezeichnet.